# 邱盧素蘭
邱盧素蘭（1942年10月—2013年3月20日），本姓劉，後改姓盧，婚後冠夫姓，人稱野鳥阿嬤、愛鳥阿嬤，臺灣彰化縣人，美容院老闆、鳥類攝影家。

## 生平
邱盧素蘭於1942年10月出生在彰化濁水溪旁的劉姓農家，六位兄弟姐妹中排行老么，約六歲時母親去世以及二兄需下田幫忙，只好到被送到盧姓人家作養女，因此失學。
十八歲時，邱盧素蘭到桃園龍岡附近的照相館當學徒，雖學到修片技巧，但多數時間打掃煮飯。她喜歡郎靜山的山水作品。後改行在台北後火車站的理髮店作學徒，婚後頂下在萬華內江街的美容院，從三重搬到萬華。以美容院的收入，拉拔她三位兒子念到碩士。
接近五十歲時，邱盧素蘭因理容院工作引發胃腸出血，在丈夫邱順林勸告下結束理容院。退休後，她在永和國中念夜補校、到青年會學英文、學毛筆。2002年，她要照顧的孫子已上幼稚園，不用花時間照顧，於是長子邱銘源鼓勵母親到松年大學學攝影，並將一臺舊的數位相機贈給母親。
邱盧素蘭對拍攝鳥類情有獨鍾，因鳥類的親情行為讓她感觸很深。小時候她哭鬧時，二兄就會抱她去看屋簷下的燕子或築巢的綠繡眼
，巢中鳥兒嗷嗷待哺的畫面讓她記憶銘心。當邱銘源問母親為何總愛拍鳥？她答說小時候哥哥和媽媽經常背著她看鳥。他表示母親只要目擊母鳥育雛就能憶起早逝的外婆，所以愛拍攝母鳥育雛；也說母親在野外若見鳥類屍體，就會念佛號祈禱，並把牠帶回再送交給標本中心處理。
邱銘源原先送給母親的數位相機屬於低階機種，再配合起車床師傅加上的天文望遠鏡，只能定焦拍攝。兒子曾建議母親選擇花卉或昆蟲等較容易的主題拍攝，但她堅持只拍鳥。眼見母親越愛攝影，邱銘源在好友齊柏林支持下，花四十萬購買攝影器材給母親。
邱盧素蘭拍攝鳥類的照片放上網後，常有人希望徵求同意使用照片，因此邱銘源索性在網路上標明「非營利使用一律不必經過同意」的字眼。後來，他們母子發現台灣生態教育的教材貧乏，在三峽建安國小陳木城校長的建議下，更決定為學生拍攝一套台灣常見野鳥圖鑑教材。
自六旬開始學習專業攝影的邱盧素蘭，在各項比賽中獲獎，成了生態攝影界知名的「野鳥阿嬤」，還曾拍到棕眉山岩鷯，是台灣第一位拍到此鳥過境臺灣的攝影家。2007年，她贏得廠商的夢想資助計畫，得到新台幣一百萬元獎金，得以至加拿大、斯里蘭卡各國拍攝更多鳥種照片，除免費提供出照片讓保育團體製作月曆義賣，還出版公益作品《素蘭阿嬤的鳥圖鑑》，收錄台灣約300種常見鳥類，做為臺灣中小學的免費生態教材。
邱順林跟隨妻子上山下海攝影，替聽力不好的妻子以聲找鳥，也買攝影器材作陪，卻認為妻子較有攝影慧根。2007年，邱銘源出書《愛鳥阿嬤的追夢人生》，講述母親的故事。該年《母親節短片：野鳥阿嬤篇》入圍第42屆金鐘獎頻道廣告獎
。除出書外，邱銘源也幫成立名為「素蘭野鳥相簿」的網站，以及幫母親義賣起名叫「素蘭阿嬤野鳥桌曆」的桌曆。晚年的邱盧素蘭七年來所得全數捐給環保團體，已捐出一百多萬元。
邱盧素蘭去世三年前，得知罹患肺腺癌，仍執著攝影，直到最後一年才逐漸卸下這些器材。2013年3月20日
，她於該日早晨在慈濟醫院病逝。該年她膺選為新北市新店區的模範母親，卻無法親自領獎。

## 外部連結
- 素蘭野鳥相簿